# クリアムリア諸島
座標: 北緯17度30分 東経56度00分 / 北緯17.500度 東経56.000度

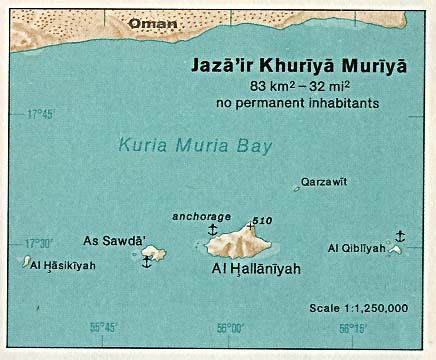
クリアムリア諸島の地図

クリアムリア諸島（クリアムリアしょとう、アラビア語: جزر خوريا موريا、英語: Khuriya Muriya Islands）とは中東・オマーンの南、アラビア海にある諸島。オマーンのドファール特別行政区に属する。ハラニヤート諸島（英語: Halaaniyaat Islands）とも。

## 概要
オマーン南西、ハラニヤート湾の海岸の40kmほど沖合に位置し、西からアルハシキヤ島（Al-Hasikiyah Island）、アルサウバ島（Al-Sawda Island）、アルハラニヤ島（Al-Hallaniyah）、クァルザワイト島（Qarzawit Island）、アルキビヤ島（Al-Qibliyah Island）の5島からなり、最大の島はアルハラニヤ島（面積56km2）で、少数の人が定住している。5島とも崖に囲まれた花崗岩からなる島々で、総面積は73km2。グアノが採れる。
1854年マスカット（現在はオマーンの首都）のスルターンがイギリスにクリアムリア諸島を譲り、1968年までの間にイギリス保護領としてイギリスが諸島を所有していた。